# Blackville (Caroline du Sud)
Pour les articles homonymes, voir Blackville.
Blackville est une ville située dans le comté de Barnwell, dans l’État de Caroline du Sud, aux États-Unis. Lors du recensement de 2020, elle comptait 1 923 habitants.